# Lupșa
Lupșa é uma comuna romena localizada no distrito de Alba, na região histórica da Transilvânia. A comuna possui uma área de 103.60 km² e sua população era de 3708 habitantes segundo o censo de 2007.